# Gustav Rauterberg
Gustav Rauterberg (* 3. August 1892 in Lauenau; † 16. März 1972 in Popens) war ein evangelischer Geistlicher und Autor.

## Leben
Rauterberg studierte Evangelische Theologie und wurde am 29. Februar 1920 in Oldenburg ordiniert. Nach Dienst als Hilfspfarrer wurde er 1922 Pfarrer in Blexen, 1925 in Bardewisch sowie 1929 Anstaltsgeistlicher an der Provinzialerziehungsanstalt Wohlau in Schlesien. 1933 kehrte er als Pfarrer in Rebenstorf in den Gemeindedienst zurück. Am 1. August 1955 trat er in den Ruhestand.
Als Autor beschäftigte sich Rauterberg mit der Geschichte der Inneren Mision, besonders in Schlesien.

## Veröffentlichungen
- Die Anfänge der Inneren Mission in Schlesien und das kirchliche Amt. In: Jahrbuch für Schlesische Kirchengeschichte 45 (1966), S. 166–172
- Wichern und die schlesischen Rettungshäuser. Beitrag zu Geschichte und Wesen der Rettungshauspädagogik im 19. Jahrhundert (Ulm 1957)
- Wicherns Einflüsse auf die einzelnen Arbeitsgebiete der schlesischen Inneren Mission (1954)
- Joh. Hinr. Wichern und Oberschlesien. Ein soziales und pädagogisches Hilfswerk vor 100 Jahren (Lüchow i. Hann. 1949)